# Ingenbohl
Ingenbohl ist eine politische Gemeinde im Bezirk Schwyz des Kantons Schwyz in der Schweiz.

## Geographie

Historisches Luftbild von Werner Friedli von 1948

Ingenbohl liegt direkt auf dem 47. Breitengrad, auf 435 m ü. M., am Vierwaldstättersee, umgeben von Urmiberg, Fronalpstock und den Mythen. Die Nachbargemeinden von Ingenbohl sind – von Westen aus im Uhrzeigersinn – Gersau (im gleichnamigen Bezirk Gersau), sowie Lauerz, Schwyz und Morschach im Bezirk Schwyz.
Durch Ingenbohl fliessen die Muota und der Bach Leewasser, die in Brunnen in den Vierwaldstättersee münden. Über den See grenzt Ingenbohl an Seelisberg (Kanton Uri) und Emmetten (Kanton Nidwalden). Im Vierwaldstättersee findet sich ein Dreikantonseck (Nidwalden, Schwyz und Uri) ().
Die politische Gemeinde Ingenbohl setzt sich zusammen aus den Ortschaften Ingenbohl und Brunnen sowie den Siedlungen Fallenbach, Unterschönenbuch, Wylen und Schränggigen.

## Geschichte und Wappen
Mit der Nennung einer Kapelle "uff Ingenbol" wird Ingenbohl 1387 zum ersten Mal erwähnt (www.ingenbohl.ch). Den Ortsteil Brunnen kennt man seit dem Zweiten Eidgenössischen Bund von 1315. Da der Dorfteil Brunnen zu Ingenbohl wuchs, beschloss man 1947 ein neues Wappen herzustellen, das für beide Dörfer bzw. Dorfteile steht. Es entstand ein geteiltes Wappen. Oben in Rot ein weißes Kreuz, das für Ingenbohl steht, und unten in Blau ein weißes Schiff, das für Brunnen steht.

## Wirtschaft, Verkehr
Ingenbohl hat einen eigenen Bahnhof der Gotthardbahn, der aber den Namen der Ortschaft Brunnen trägt. Der Bahnhof wird stündlich von der S2 (Erstfeld–Arth-Goldau–Zug) der Stadtbahn Zug und den Interregios  Basel-Bellinzona-Locarno bedient. Zusätzlich ist der Bahnhof Brunnen stündlich Endpunkt der S3 der S-Bahn Luzern. Als Feinverteilerin dient die Auto AG Schwyz mit drei Buslinien. Eine Luftseilbahn führt von Brunnen auf den Urmiberg, und die Schifffahrtsgesellschaft des Vierwaldstättersees betreibt eine Schiffstation.
Zwischen dem ehemaligen Holcim-Werk Brunnen und dem Steinbruch Unterschönenbuch führte bis 2010 das Trassee des Mühlibähnlis, jedoch ist dessen Betrieb eingestellt und die Gleise entfernt. In Ingenbohl befinden sich noch die Reismühle Nutrex (zuvor: Reismühle Brunnen), eine Division der Coop-Gruppe und bis 2024 ein Produktionsstandort der Schwyzer Milchhuus AG, das als Teil der Elsa Group zum Migros-Konzern gehört. Beide Grossverteiler verfügen über Filialen im Gemeindegebiet, ergänzend kommen noch Ladengeschäfte von Denner, Aldi und Lidl.
Zwischen Ibach bei Schwyz und Ingenbohl endet die Autobahn A4. Ihre Fortsetzung ist die zweispurige Axenstrasse, die anschliessend dem Urnersee des Vierwaldstättersees folgt. In Flüelen geht die A2 weiter Richtung Gotthard-Strassentunnel und anschliessend ins Tessin.
Brunnen ist ein Fremdenverkehrsort. Zahlreiche Ladengeschäfte, Hotels und Restaurants haben sich dort angesiedelt. Die Seite von Ingenbohl ist im Vergleich viel industrialisierter. Weitere Erwerbszweige sind die Landwirtschaft und das Kleingewerbe.
In Ingenbohl befindet sich das Kloster Ingenbohl, das Mutterhaus bzw. Generalat der Barmherzigen Schwestern vom heiligen Kreuz.

## Sport
Ingenbohl besitzt diverse Sportvereine, unter anderem der FC Brunnen, der aktuell (Stand 2023) in der 2. Liga interregional spielt.
Die Gemeinde, insbesondere der Ortsteil Brunnen, war bereits mehrere Male Etappenort der Tour de Suisse: 1968, 1998, 2007 und zuletzt 2022.
Auf dem Vierwaldstättersee finden immer wieder Segelregatten und auch Welt- und Europameisterschaften statt.

## Sehenswürdigkeiten

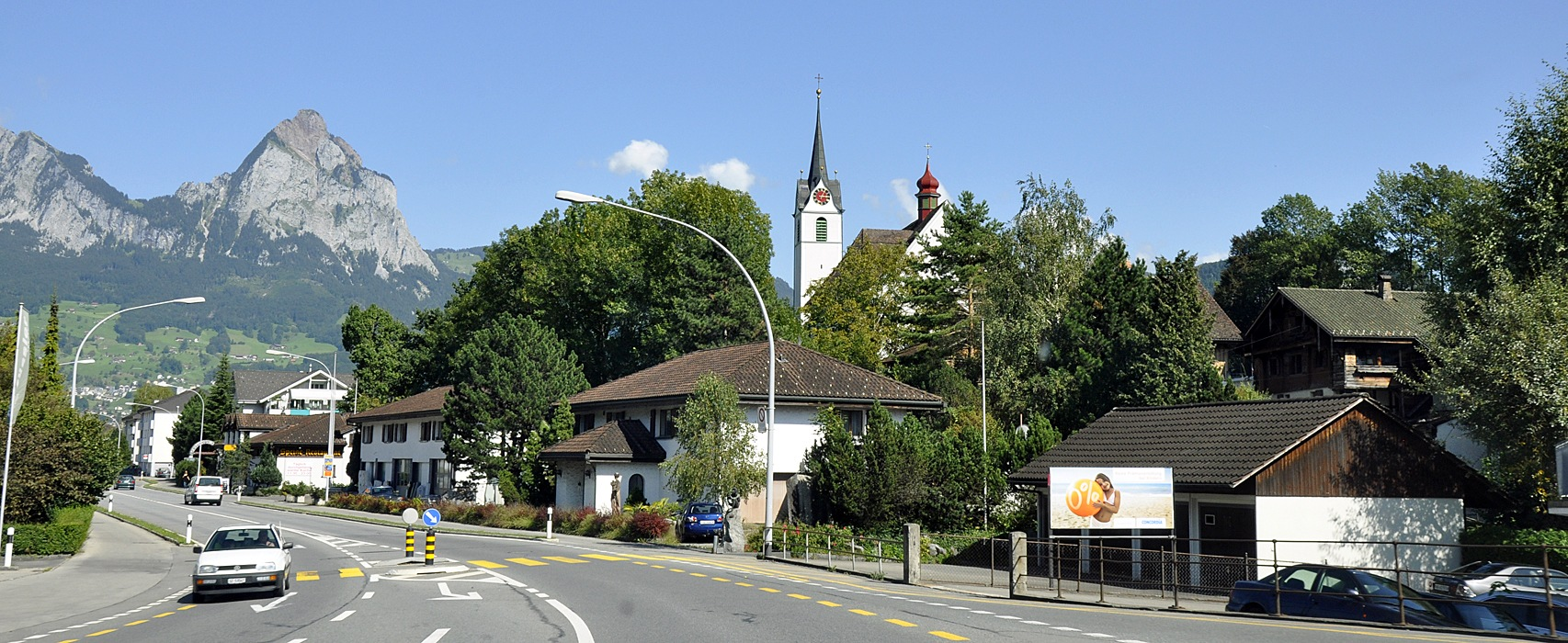
Schwyzerstrasse mit Mythen im Hintergrund
Pfarrkirche St. Leonhard
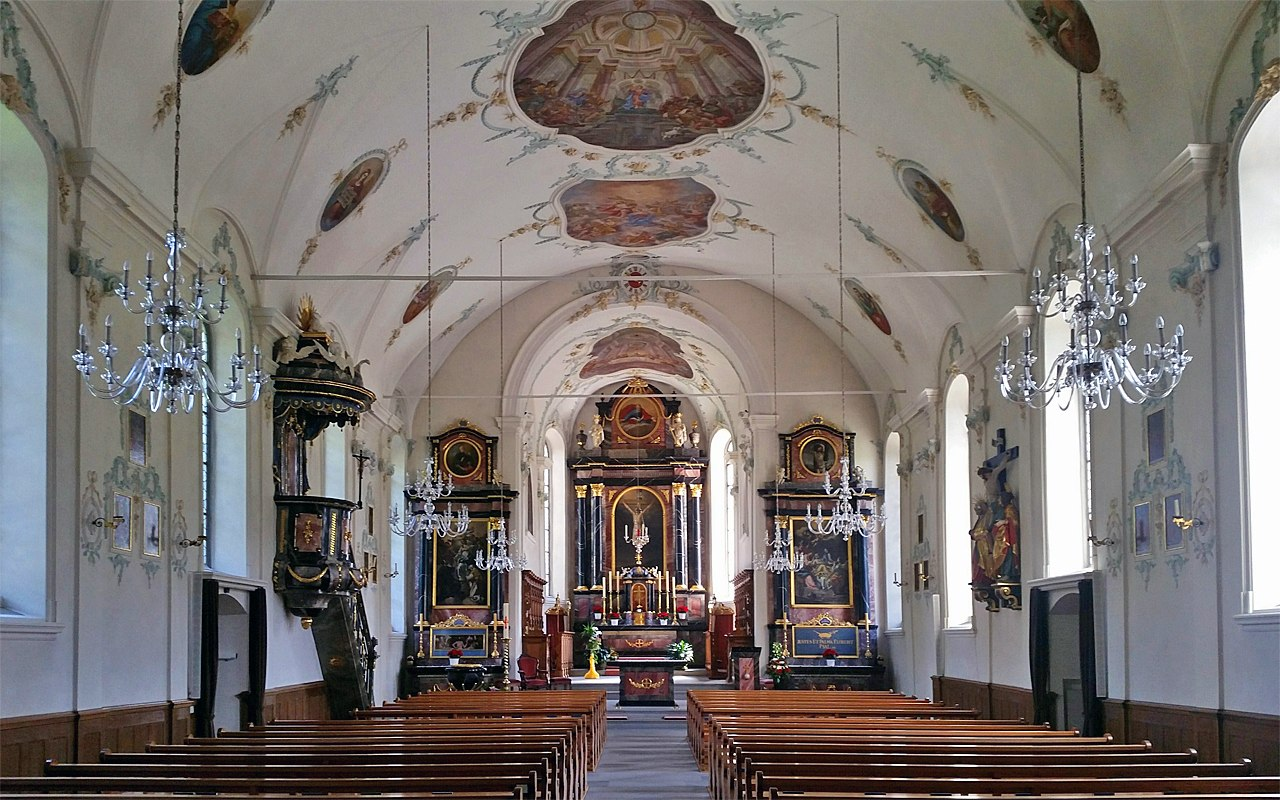
Inneres der Pfarrkirche
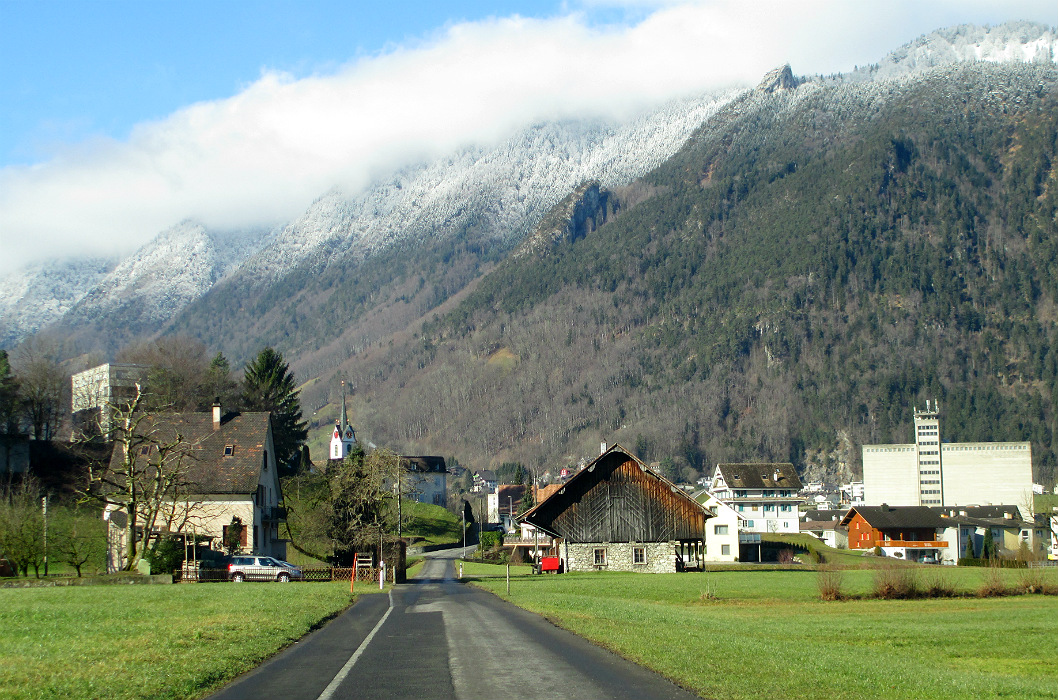
Ingenbohl. Blick Richtung Rigikette.
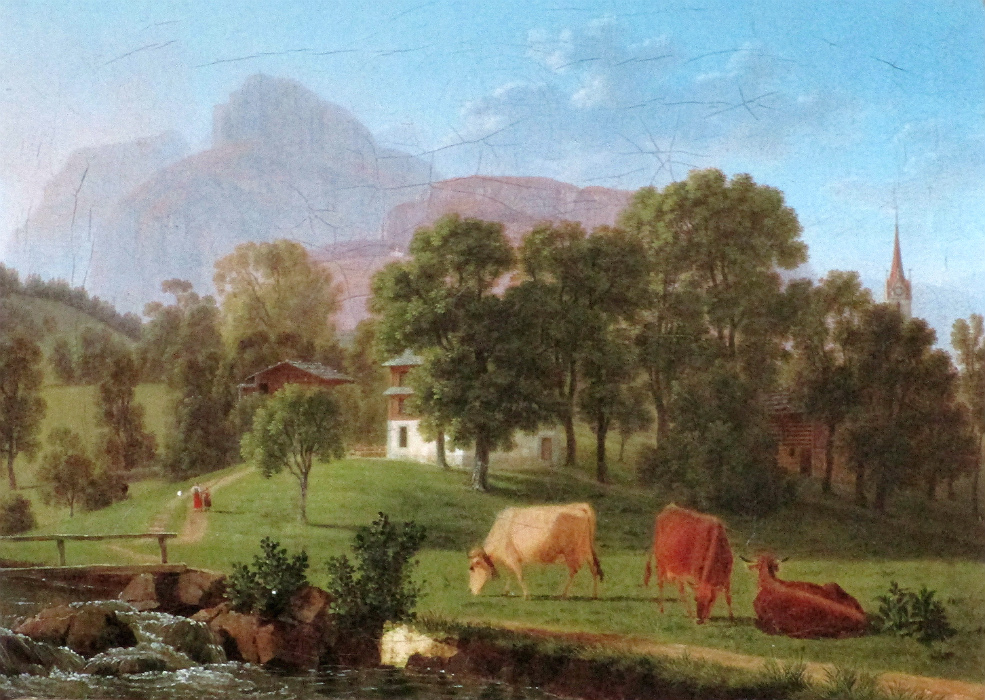
Ingenbohl. Bild von Johann Jakob Biedermann (1763–1830)
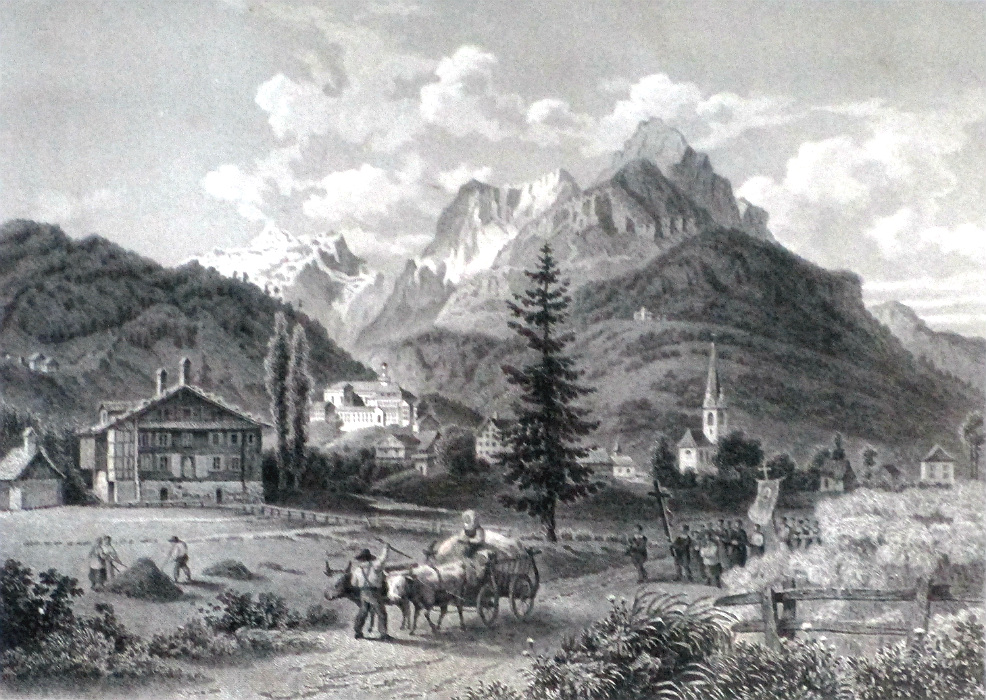
Ingenbohl im 19. Jahrhundert (Stich)
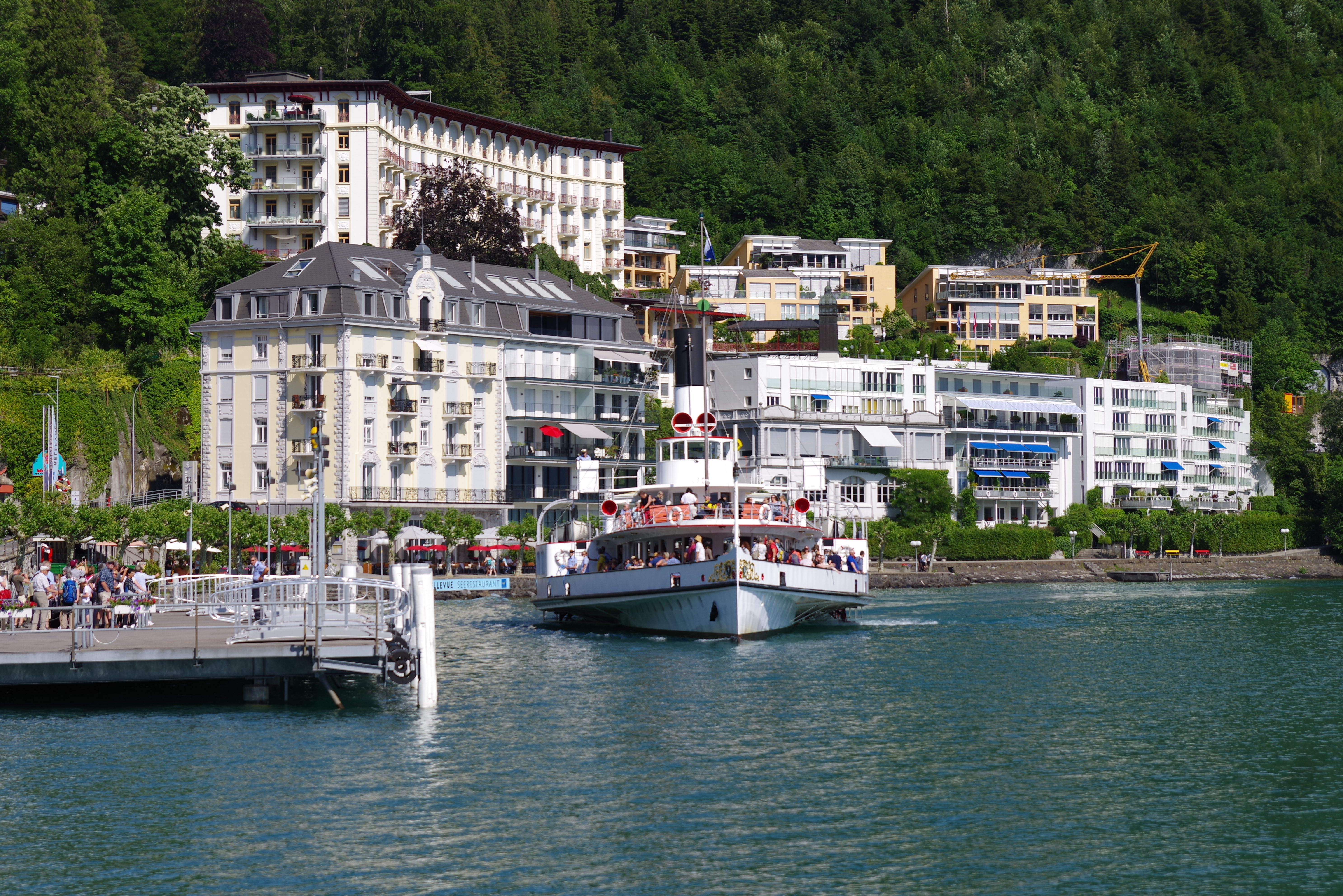
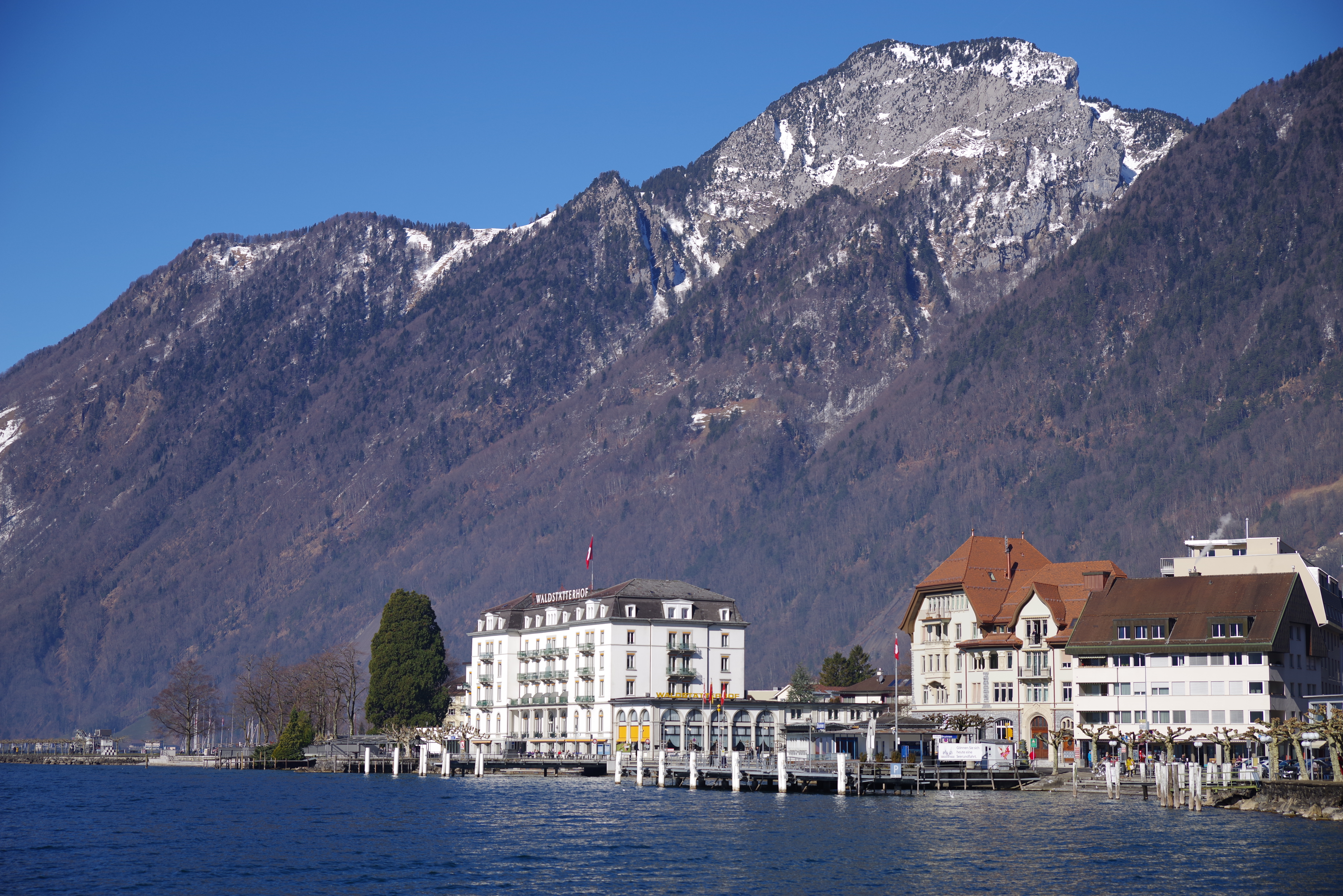
Promenade Vierwaldstättersee und Waldstätterhof

## Persönlichkeiten
- Josef Bisa (1908–1976), Bildhauer
- Martina Clavadetscher (* 1979), Schriftstellerin
- Liliane Juchli (1933–2020), Pflegewissenschaftlerin
- Maria Theresia Scherer (1825–1888), erste Generaloberin der Barmherzigen Schwestern vom heiligen Kreuz
- Othmar Schoeck (1886-–1957), Komponist
- Fridolin Steiner (1849–1906), Maler der Beuroner Kunstschule
- Ugo Rondinone (* 1964), Künstler
- Franz Heinzer (* 1962), Ex-Skirennfahrer
- Albert Lüönd (1929–1981), Komponist und Musiker
- Alois Lüönd (* 1951), Komponist und Musiker
- Paul Lüönd (1950–2014), Komponist und Musiker
- Daniel Lüönd (1959–2019), Hotelier und Musiker
- Peter Mettler, Kampfsportler
- Josef Stump (1883–1929), Komponist & Musiker
- Timo Konietzka (1938–2012), ehemaliger Fussballspieler und -trainer